# ExoMars
Az ExoMars egy marskutató űrszonda, amelyet az Európai Űrügynökség (ESA) az Aurora-program keretében indított – az eredetileg tervezett 2009, majd 2013 helyett – 2016-ban a Marsra. A program 2016-os része két küldetésből áll, ezek: egy leszállóegység (Schiaparelli), és egy keringő egység (TGO). A Schiaparelli a légkörbe való belépés, és a felszínre való leszállás technikáját teszteli és a felszínen vizsgálja a környezetet, például elsőként az elektromos teret méri, aminek a marsi por viselkedésében lehet szerepe. A program második része 2018-ban indul. A programhoz a NASA adja a szondán lévő két rádiókommunikációs berendezést.
A kutatás főbb céljai között szerepel:
- a lehetséges (múltbeli vagy jelenlegi) marsi élet nyomainak kutatása,
- a közvetlenül a talajfelszín alatt található víz és egyéb geokémiai elemek eloszlásának vizsgálata,
- a felszíni közegben rejlő kockázatok feltárása, egy esetleges emberes Mars-misszió szempontjából,
- a talaj vizsgálata a Mars evolúciójának és lakhatóságának jobb megértése céljából,
- a Marsról visszatérő űrrepülés feltételeinek gyakorlati vizsgálata.

A technológiai kutatási célok a következők:
- nagy mennyiségű hasznos teher Marsra szállítása,
- napenergia hasznosítása a Marson,
- két méteres mélységből mintákat gyűjteni a felszín alól fúró segítségével,
- a marsautók kutató kapacitásainak fejlesztése.

## A 2016-os küldetés főbb fázisai
- Kilövés: 2016. március 14., 9:31 UTC
- Utazás a Marsig: 500 millió km, kb. 7 hónap alatt
- Pályamódosítás a fő hajtómű begyújtásával, amivel fékezi magát (július 28.)
- A Schiaparelli és a Trace Gas Orbiter (TGO) szétválasztása (október 16.) a bolygótól 900 000 km távolságra
- A Schiaparelli belép a Mars légkörébe, de a 6 perces sima leszállás helyett becsapódik a felszínbe (október 19.)
- A TGO tovább fékez, hogy a Mars körül négynapos periódusú keringési pályára tudjon állni (október 17.). A pálya elnyújtott ellipszis, 96 000 × 300 km értékű tengelyekkel.
- Fokozatos levegőfékezéssel 2018 áprilisára eléri a 400 x 400 km-es keringési pályát, amit 2 óra alatt tesz meg.
- 2018 májusától: a légkörben nyomokban található gázok mérése, különös tekintettel a metán mennyiségére. A mérés érzékenysége a 2004-es Mars Express metán méréseinél három nagyságrenddel jobb. A TGO a felszín vulkanikus aktivitását is kutatja, mivel a metán geológiai eredetű is lehet.
- A szonda képes a föld alatt lévő, megfagyott vízjég kimutatására, ami a későbbi Mars-expedíciók leszállási helyét befolyásolhatja.
- A keringő egység adattovábbító funkciókat is ellát a küldetés során, a felszíni marsjáró számára.

## Tervezett leszállás
A szonda a leszállást teljesen automatikusan végezte volna (a távolról való vezérlésre, parancsadásra nincs mód, mivel a Föld-Mars távolságot a rádiójelek ebben az időszakban mintegy 9,5 perc alatt teszik meg). A légkörbe való belépéskor hővédőpajzs védi a leszállóegységet a túlhevüléstől, ami a légkörben való súrlódás hatására lefékeződik. Nagyjából 3,5 perc múlva még szuperszonikus sebesség mellett kinyílik a speciális ejtőernyő, ami tovább lassítja a modult. Ezután az alsó hővédőpajzs leválik, és egy felszín felé néző radar működni kezd, ami az egység magasságát méri. Mintegy 1,1 km magasságban az ejtőernyő és a felső takarólemez leválik és begyújt a hajtómű, hogy tovább fékezze a szondát. A leszállóegység ennek segítségével 250 km/h sebességről fékez le. A hajtómű 2 méterrel a felszín fölött kikapcsol és a Schiaparelli a felszínre esik. A becsapódás erejét a modul alján elhelyezett összezúzható szerkezet tompítja.

## Tervezett tevékenység a Mars felszínén
A Schiaparelli elsősorban a légkörbe való belépés és a leszállás folyamatának tesztelésére lett kifejlesztve, melynek során adatokat mér és továbbít a TGO felé. Nem rendelkezett napelemmel, vagy radioizotópos generátorral az energiaellátáshoz. Így a működését legfeljebb néhány napig biztosították volna a magával vitt akkumulátorok.

## Tényleges leszállás
A Schiaparelli biztonságos landolását hővédőpajzs, két hatalmas ejtőernyő, valamint több fékezőrakéta tette volna lehetővé. Szoftverhiba miatt a fékezőrakéták csak 3-4 másodpercig működtek, holott legalább 30 másodpercig kellett volna működniük, hogy kellő mértékben lefékezzék a szondát, mivel annak a puha leszállás végrehajtásához alkalmas mechanikus védelme csak egészen kis magasságban (mintegy 2 m) volt hatásos.
A leszállóegység a számítások szerint 2-4 kilométeres magasságból, fékezés nélkül 300 km/h sebességgel csapódott a felszínbe, ahol a megmaradt üzemanyaga felrobbant, így a szonda lényegében megsemmisült.
A projektet irányító vezetők kissé ellentmondó szóbeli nyilatkozatai szerint a szoftverhiba vagy az volt, hogy a hővédőpajzs és az ejtőernyő túl korán vált le, vagy az, hogy a magasságmérő és a fékező hajtómű vezérlője nem kommunikált megfelelően egymással, vagy a heves rázkódás téves adatokat küldött a leszállóegység vezérlőjébe. A szoftver a téves adatok kiszűrésére nem volt felkészítve.

## A Trace Gas Orbiter (TGO) feladatai
A Trace Gas Orbiter (TGO) nevű keringőegység az ESA és a Roszkozmosz együttműködésével valósult meg. A Marshoz 2016. október 19-én érkezett. A keringőegység nevéből adódóan nem száll le a Marsra, hanem körülötte kering és közben méréseket végez. Kezdeti, ellipszis alakú pályája elnyújtott alakú, legkisebb távolsága a Mars felszínétől 230–310 km, a legnagyobb távolsága 98 000 km. A keringési idő 4,2 nap.
2016. november 20–28. között négy fedélzeti műszere tesztelését és kalibrálását végezte el. A méréseket spektrális elemzéssel hajtja végre. A tesztidőszak alatt szén-dioxid kimutatását is elvégezték az Atmospheric Chemistry Suite nevű műszerrel.
A TGO fő feladata a ritka légköri gázok részletes felmérése, melyek az atmoszféra térfogatának kevesebb mint 1%-át alkotják. Ezek között van a metán, a vízpára, a nitrogén-dioxid és az acetilén. A metán a Marson a Napból érkező UV-sugárzás hatására mintegy 400 év alatt elbomlik, így ha mégis kimutatható a légkörben, az aktív metán-keletkezési folyamatra utal.
A metán azért vált érdekessé a kutatók számára, mert a Földön elsősorban biológiai tevékenység révén jön létre, és csak kisebb mértékben geológiai folyamatok eredménye (mint amilyen például néhány hidrotermikus reakció).
Kiegészítő mérésként egy FREND nevű neutrondetektor a neutronok áramlását méri a bolygó felszíne felől. Ezt a nagyenergiájú kozmikus sugarak becsapódásai okozzák, és a kisugárzás módja és sebessége alapján ki lehet mutatni víz jelenlétét jég formájában a felszínen, illetve a felszín alatt.
2019. június 15-én az űrszonda pályájának inklinációját úgy módosítják, hogy a Rosalind Franklin rover tervezett 2021-es leszállása után képes legyen a rover rádiójeleit fogadni.

## Az űrhajó jellemzői
- Méretek: 3,2 × 2 × 2 m, a napelemek nyitott állapotban 17,5 méteresek
- Energia a napelemekből: 2000 Watt
- Felbocsátási tömeg: 4332 kg (ebből 112 kg a tudományos felszerelés és 600 kg a Schiaparelli)
- Meghajtás: a fő hajtómű tolóereje 424 N a pályára álláskor és a nagyobb manőverek idején
- Tartalék energia: két lítiumion-akkumulátor a napárnyékos időszakokra, 5100 Wh kapacitás
- Kommunikáció: X-sávos rendszer, 65 Watt teljesítmény, 2,2 m-es, nagy nyereségű antenna, 3 db kisebb antenna a Földdel való kommunikációra; Electra URH adóvevők helix antennával a felszínen közlekedő roverekkel és leszállóegységekkel való kommunikációhoz (NASA berendezés)

## Második ExoMars küldetés
A következő ExoMars küldetéshez előzetesen több lehetséges leszállási helyszínt választottak ki, a küldetés tudományos céljai alapján. Az indítás tervezett dátuma 2022 augusztus és október között lehetséges. A felszínen közlekedő rover vizsgálja a hely geológiáját, valamint múltbeli és jelenlegi élet nyomai után kutat. A leszállási helynek geológiailag változatosnak kell lennie, továbbá meglehetősen réginek (több mint 3,6 milliárd évesnek), és rendelkeznie kell azzal a lehetőséggel, hogy valamikor élhető volt. Az „élhető” ebben a vonatkozásban azt jelenti, hogy a valamikor jelen lévő víz nyomai sokféle módon és helyen kimutathatók legyenek hosszabb időszakokban (több százmillió évig).
A marsi légkör állapotának bizonytalanságai miatt a leszállási hely nem határozható meg előre tűéles pontossággal. Az ExoMars leszállóegység nagyjából 20 000 km/h sebességgel lép be a légkörbe. Egy hővédőpajzs védi a túlhevüléstől, miközben a légköri súrlódás fékezi és melegíti a szondát. Ezzel nagyjából a helyi hangsebesség kétszeresére csökken a sebessége. Ekkor először egy kisebb, szuperszonikus sebességre tervezett ejtőernyő nyílik ki, majd fél perc múlva ez az ernyő leválik, és egy sokkal nagyobb felületű ejtőernyő fékezi a szondát hangsebesség alatti sebességre.
Radar méri a szonda magasságát és a sebességét a felszínhez képest. Előre betáplált program szerint zajlik le a leszállás utolsó fázisa, ami rakétás fékezésből áll, majd a szonda földet ér a lábain.
A fenti bizonytalan tényezőket figyelembe véve a valószínű leszállási terület ellipszis alakúnak adódik, 104 km × 19 km-es méretekkel. A légköri fékezés időigénye miatt a leszállási területnek a bolygófelszín alacsony helyén kell lennie, ez a számítások szerint -2 km alatti magasságot jelent. A területen nem lehet olyan felszíni formáció, ami a leszállást veszélyeztetné, például túl sok kráter, meredek lejtő vagy nagy méretű szikla.
A 2020-as lehetséges leszállási helyszínek kiválasztásával az ESA erre a célra alakult csoportja 2013 óta foglalkozik. Eleinte nyolc helyszínt választottak ki, amit további tudományos szempontok alapján, szélesebb tudományos közösséget bevonva előbb négyre (2014), majd 2017-ben kettőre szűkítettek. A tényleges helyszín kiválasztását az ESA és a Roszkozmosz a fellövés előtt egy évvel véglegesíti.
A két lehetséges leszállási helyszín az Oxia Planum és a Mawrth Vallis, amik mindössze néhány száz kilométerre vannak egymástól.